# Vinko Globokar
Vinko Globokar, né le 7 juillet 1934 à Anderny, est un compositeur de musique contemporaine et un tromboniste français d'origine slovène.

## Biographie
Entre l'âge de 13 et 21 ans, il a vécu à Ljubljana en Slovénie où il débuta en tant que musicien de jazz. Il étudia ensuite le trombone au Conservatoire de Paris (premier prix de trombone et de musique de chambre). Il étudia la composition et la direction d'orchestre avec René Leibowitz, le contrepoint avec André Hodeir et prolongea ses études avec Luciano Berio. Il créa une grande quantité de pièces pour trombone de Luciano Berio, Mauricio Kagel, Karlheinz Stockhausen, René Leibowitz, Louis Andriessen, Toru Takemitsu, Jürg Wyttenbach… Il a dirigé ses œuvres avec les orchestres du Westdeutscher Rundfunk, de Radio-France, Radio Helsinki, Radio Ljubljana, avec la Philharmonie de Varsovie ou de Jérusalem… Entre 1967 et 1976, il était professeur à la Musikhochschule de Cologne.
En 1969, il cofonda avec Jean-Pierre Drouet, Michel Portal et Carlos Roqué-Alsina le groupe d'improvisation libre, le New Phonic Art. Entre 1973 et 1979, il fut responsable du département de recherches instrumentales et vocales à l'Ircam. Depuis 1983, il enseigne et dirige le répertoire du XXe siècle auprès de l'Orchestra Giovanile Italiana à Fiesole/Firenze. La maîtrise parfaite de l'instrument et des styles a rendu le compositeur à jamais méfiant à l'égard de toutes les conventions. Son apport à la nouvelle musique est l'ingénieuse transformation d'instruments classiques ou d'objets non musicaux. Dès ses premières années parisiennes, Globokar comprit que l'interprétation collective est un exercice de communication sociale et mentale hautement complexe.
Il est élu membre de l'Académie des arts de Berlin en 2005.

## Trombone
Tromboniste exceptionnel, il a inventé entre autres une technique consistant à jouer en soufflant puis en aspirant. En tant qu'instrumentiste, il est, avec le hautboïste Heinz Holliger, le dédicataire d'une œuvre du compositeur japonais Tōru Takemitsu, Gémeaux, pour hautbois solo, trombone solo et 2 orchestres (1971 - 1986).

## Distinction
- Prix international Gaudeamus des compositeurs (1968)
- Membre honoraire de la Société internationale pour la musique contemporaine (2003)[3]

## Œuvres (sélection)

### Œuvres scéniques
- Les Émigrés  (1982-85) Triptyque

*  Miserere  (1982) pour cinq narrateurs, trio de jazz et orchestre.
*  Réalités / Augenblicke  (1984) pour cinq chanteurs, bande, film et diapositives.
*  Sternbild der Grenze  (1985) pour cinq chanteurs, mezzo soprano, baryton et 18 musiciens.
- L'armonia drammatica  (1987-1990) Théâtre musical pour orchestre, chœur mixte, 7 chanteurs et saxophone ténor. Texte : Edoardo Sanguineti
- L'idole  (2012) Théâtre musical pour chœur de filles et quatre percussionnistes. Texte : Georges Lewkowicz

### Œuvres pour orchestre
- Eisenberg  (1990) version pour orchestre
- Labour (1992) pour grand orchestre.
- Masse Macht und Individuum  (1995) pour orchestre et quatre solistes
- Der Engel der Geschichte (L'ange de l'histoire)

* Partie 1 :  Zerfall  (2000) pour deux groupes orchestraux et bande magnétique.
* Partie 2 :  Mars  (2001/02) pour deux groupes orchestraux, bande et live-electronic.
* Partie 3 :  Hoffnung  (2003/2004) pour deux groupes orchestraux et sampler
- Les otages (2003) pour orchestre et échantillonneur.
- Anti-zapping  (2003/05) pour orchestre
- Les chemins de la liberté (2003/05) pour orchestre sans chef d'orchestre.
- Mutation  (2006 -2007) pour orchestre chantant. Texte : Michael Gielen
- Radiographie d'un roman  (2009/10) pour chœur mixte (et sept solistes), accordéon solo, percussion solo, 30 instrumentistes et live-electronic. Texte : Vinko Globokar

### Œuvres d'ensemble et musique vocale
- La Prison  (2001) pour huit instruments
- Eppure si muove  (2003) pour tromboniste chef d'orchestre et onze instrumentistes.
- Exil 1  (2012) pour soprano (ou ténor) et cinq instrumentistes. Montage de textes en sept langues par Vinko Globokar.
- Exil 2  (2012) pour soprano (ou ténor) et 13 instrumentistes. Montage du texte en sept langues par Vinko Globokar.
- Kaleidoskop im Nebel  (2012/13) pour ensemble de chambre
- Exil 3 (Das Leben des Emigranten Edvard)  (2014) pour orchestre, chœur, soprano, narrateur, clarinette contrebasse et improvisateur

### Musique de chambre
- Discours II  (1967 -1968) pour cinq trombones
- Discours III  (1969) pour cinq hautbois
- Discours IV  (1974) pour trio de clarinettes
- Discours V  (1981) pour quatuor de saxophones
- Discours VII  (1986) pour quintette de cuivres
- Discours VIII  (1990) pour quintette à vent
- Élégie balkanique  (1992) pour flûte, guitare et percussion
- Discours IX  (1993) pour deux pianos
- Terres brûlées, ensuite...  (1998) pour saxophone, piano et percussion (écrit pour le Trio Accanto (en))
- Avgustin, dober je vin  (2002) pour quintette à vent

### Œuvres solos
- voix instrumentalisée, pour clarinette basse, (édition Peters, 1973)
- ? Corporel (1985) pour percussion.
- Oblak Semen (1996) pour trombone
- Dialog über Wasser (1994) pour guitare acoustique et électrique
- Dialog über Luft (1994) pour accordéon
- Dialog über Erde (1994) pour percussions
- Dialog über Feuer (1994) pour contrebasse

### Écrits
- (de) Einatmen, Ausatmen, 1994,  (ISBN 3-923997-60-4)
- (de) Laboratorium (Texte zur Musik 1967–1997), 1998,  (ISBN 3-930735-23-7)

## Discographie
Vinko Globokar a beaucoup enregistré aussi bien comme tromboniste ou chef d'orchestre que comme compositeur, à la fois pour ses propres œuvres et que celles des autres compositeurs depuis Mozart jusqu'aux compositeurs de son temps.
On dénombre plus de cinquante albums où il apparaît dans les divers rôles de musicien - interprète - improvisateur - compositeur - chef d'orchestre.